# Raphael Zuber
Raphael Zuber (n. 5 iunie 1973, Cuira, cantonul Graubünden, Elveția) este un arhitect elvețian.

## Biografie
Raphael Zuber a studiat arhitectura la ETH Zurich până în 2001 și a lucrat cu Valerio Olgiati la Zurich. După absolvire, a înființat un birou de arhitectură în Chur. Zuber a predat la Accademia di Architettura di Mendrisio, AHO Oslo, EPF Lausanne, ETH Zurich, Academia din Porto și la Universitatea Cornell din Ithaca. Raphael Zuber a fost invitat de Alejandro Aravena la Bienala de Arhitectură de la Veneția în 2016. Zuber a fondat editura de arhitectură Pelinu Books împreună cu arhitecta română Laura Cristea.

## Clădiri
- Clădirea școlii, Chur, Elveția cu Conzett Bronzini Gartmann și Maurus Schifferli, 2007–2011[6][7][8]
- Bloc de apartamente, Domat/Ems, Elveția cu Conzett Bronzini Gartmann, 2005–2016[9][10]
- Inverted House, Hokkaidō, Japonia cu Oslo School of Architecture and Design și Kengo Kuma și Associates, 2014–2016[11]
- House at the Black Sea, România cu Laura Cristea, 2018–2024
- Piscină interioară, Gossau, Elveția cu Ferrari Gartmann și Maurus Schifferli, 2018–2026

## Premii
- Premiul de arhitectură și inginerie pentru construcția antiseismică a clădirii școlii Grono, 2012
- Premiul pentru clădiri bune Graubünden pentru clădirea școlii Grono, 2013
- Premiul de recunoaștere din partea orașului Chur, 2018

## Galerie de imagini

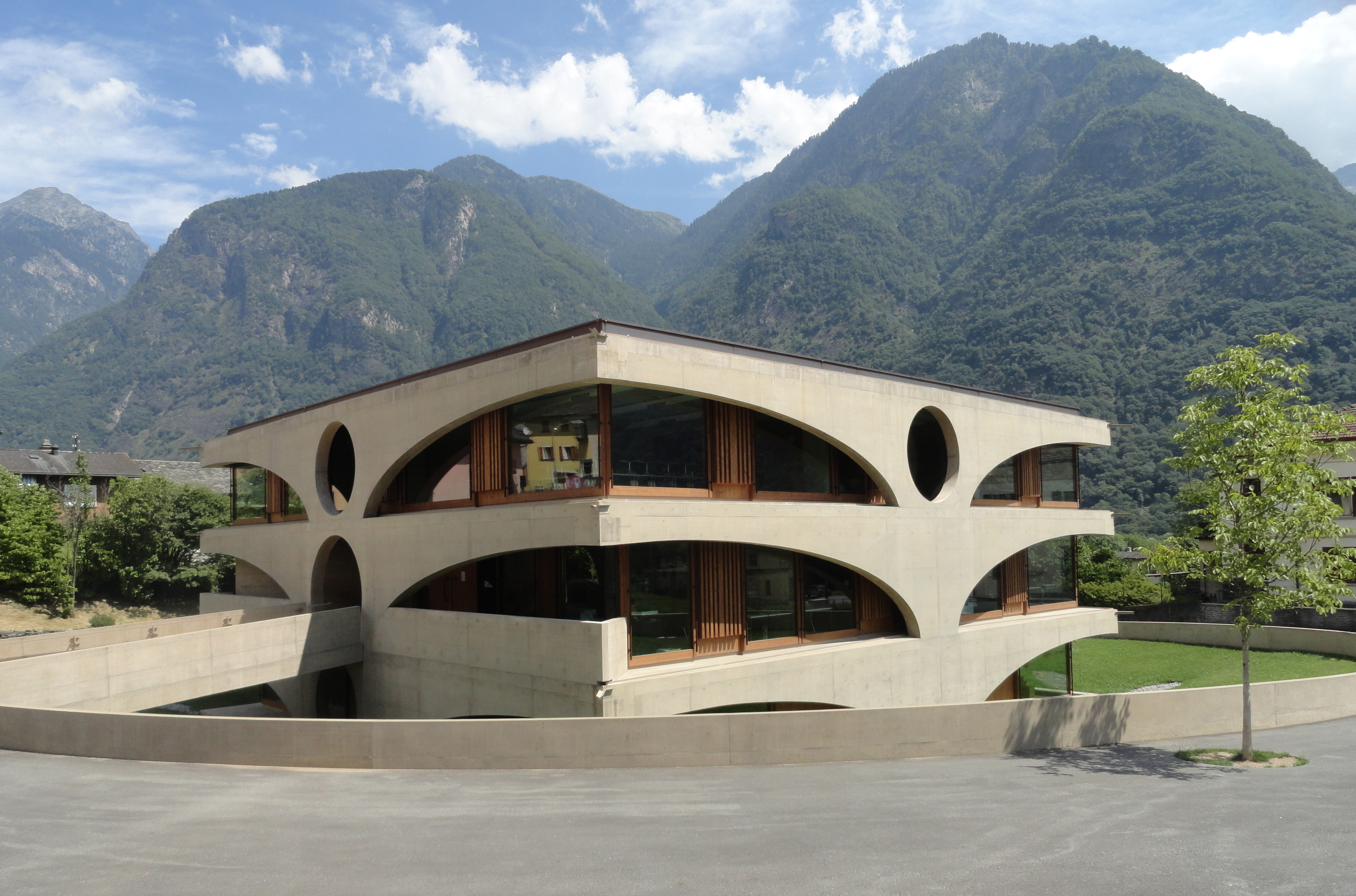
Clădirea școlii, Chur, Elveția
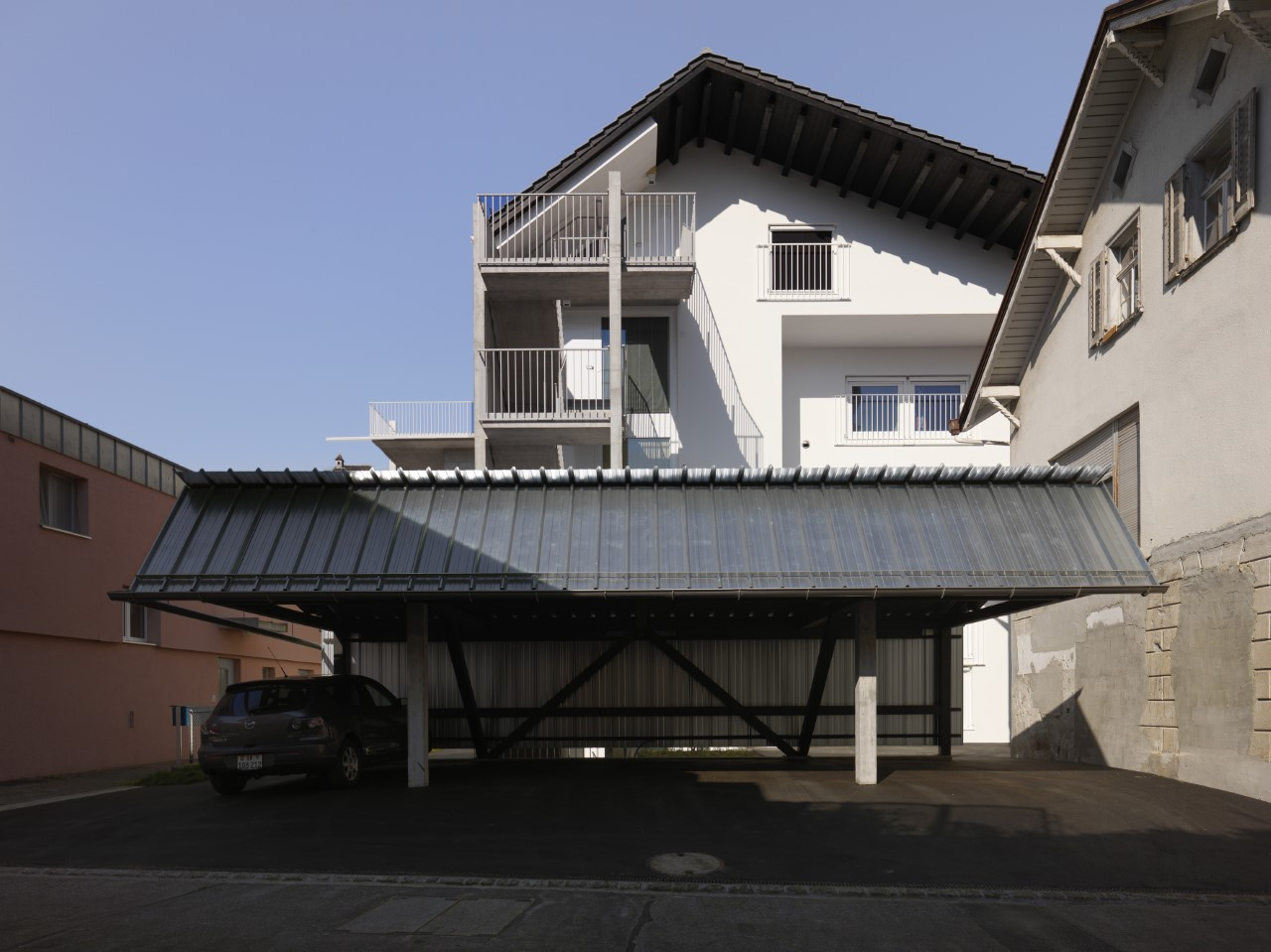
Bloc de apartamente, Domat/Ems, Elveția